# 3D-zebrapad (Amsterdam)
Het 3D-zebrapad in Amsterdam-West, omgeving Balboaplein is het eerste 3D-zebrapad in Amsterdam.
De gemeente Amsterdam wilde in 2018/2019 bekijken of het idee iets voor de stad zou zijn en had in eerste instantie een plek bij het Witte de Withplein aangewezen, maar kwam daar later op terug. Het proefexemplaar werd gelegd/geschilderd op het Balboaplein voor een schoolgebouw. Er is daar echter een probleem; het verkeer dat het zebrapad moet gaan opmerken, auto- en motorrijders mogen daar niet komen; het is voetgangersgebied.
Dit leverde verschil van mening op. Kunstenaar Bert Wouters had toch graag gezien dat het project getest werd op een echte weg/straat. Anderen, waaronder een verkeerspsycholoog en vermoedelijk ook het stadsdeel, zagen toch voornamelijk gevaren bij een introductie van een dergelijk kunstwerk op een drukke verkeersader zoals de Witte de Withstraat. Men was bang dat automobilisten op deze straat, die toch al onoverzichtelijk is (er zit een knik in de rijweg), bij het zien van het zebrapad in de remmen zouden schieten met juist meer ongelukken tot gevolg.